# Johann von Aldringen

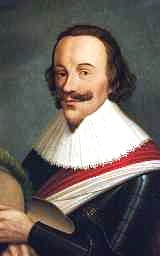
Johann Graf von Aldringen

Johann Graf von Aldringen in Chroniken oft General Altringer (* 10. Dezember 1588 in Grund (Luxemburg); † 22. Juli 1634 in Landshut) war während des Dreißigjährigen Krieges ein kaiserlicher Feldmarschall in Diensten der Katholischen Liga. Er war an der Verschwörung gegen Albrecht von Wallenstein beteiligt.

## Leben
Der aus einer verarmten Familie stammende Johann von Aldringen, dessen Vorfahren wohl aus dem heute belgischen Aldringen kamen, war zunächst als Schreiber in der luxemburgischen Landeskanzlei tätig. 1618 trat er in das kaiserliche Heer ein. Von 1621 bis 1623 kämpfte er in bayerischen Einheiten, bis er zum Oberst unter Tilly ernannt wurde. 1624 wurde Aldringen Hofkriegsrat, im darauf folgenden Jahr erhielt er das Kommando über ein Regiment der Liga. In der Schlacht bei Dessau schlug er gemeinsam mit Wallenstein ein Heer der Protestantischen Union unter Mansfeld, weshalb er zum Freiherrn ernannt wurde.
Aldringen handelte 1628 die Übergabe des Herzogtums Mecklenburg an Wallenstein aus. Zudem war er 1629 an den Verhandlungen beteiligt, die zum Frieden von Lübeck führten. Dieser beendete die kriegerischen Auseinandersetzungen zwischen dem Königreich Dänemark und der Katholischen Liga. Während des Mantuanischen Erbfolgekrieges wurde Aldringen nach Norditalien beordert und sicherte sich gewaltige Reichtümer, als kaiserliche Truppen unter Matthias Gallas im Juli 1630 die Stadt Mantua plünderten.

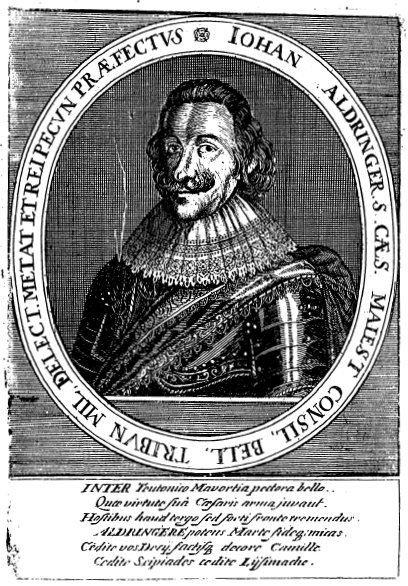
Johann Graf von Aldringen. Porträt aus dem dritten Band des Werkes Theatrum Europaeum.

Im April 1632 wurde er in der Schlacht bei Rain verwundet, übernahm noch im selben Monat nach dem Tode Tillys den Oberbefehl über das Heer der Liga und wurde kurz darauf, am 13. Oktober, zum Feldmarschall ernannt. Im November desselben Jahres folgte seine Erhebung in den Reichsgrafenstand. Am 30. September 1633 zog er zusammen mit dem Feldherrn Herzog von Feria nach der Belagerung von Konstanz in den Klettgau, von Stühlingen aus bedrohten sie die Stadt Schaffhausen. Feria und Aldringen befehligten zusammen ein Heer von etwa 30.000 Mann. Nach Verhandlungen zogen sie am 8. Oktober nach Tiengen, welches sie den Schweden abnahmen. Danach belagerten sie Rheinfelden (siehe Seekrieg auf dem Bodensee 1632–1648). Ende des Jahres 1633 sicherte Aldringen mit einem Heer die Donauenge bei Passau und ließ sich in das Komplott involvieren, das zur Absetzung und dann im Februar 1634 zur Ermordung von Wallenstein führte. Als Dank dafür erhielt er Schloss und Herrschaft Teplitz in Nordböhmen im Wert von 94.000 Gulden, die bis dahin dem ebenfalls in Eger ermordeten Wilhelm Kinsky gehört hatte.
Am 18. Juli 1634 wurde Johann von Aldringen mit drei Regimentern Dragoner nach Landshut beordert, das von einem schwedischen Heer unter Bernhard von Sachsen-Weimar und Gustav Graf Horn am 20. Juli 1634 angegriffen wurde. Er kam mit seiner Einheit von Regensburg, wo er als Generalleutnant der Katholischen Liga mit einem bayerischen Heer gemeinsam mit einem kaiserlichen Heer an der Rückeroberung von Regensburg beteiligt war. Beim Sturm der Schweden auf Landshut am 22. Juli 1634 wurde Johann von Aldringen beim Rückzug der Kavallerie erschossen, als er versuchte, die Isar mit seinem Pferd schwimmend zu überwinden. Landshut wurde anschließend von den Schweden geplündert.
Aldringen war mit der Schwester der Frau des Grafen Matthias Gallas, Gräfin Livia von Arco, verheiratet. Er war kinderlos, denn seine Frau starb kurz nach ihm in Passau am Kindbettfieber. Er wurde in der Klosterkirche von Kloster Prüll im Vorort Kumpfmühl von Regensburg bestattet und später in die Franziskanerkirche zu St. Anna (Passau) umgebettet. Das Grab existiert heute nicht mehr.
Seine Brüder, Johann Mark von Aldringen, Bischof von Seckau, und Paul Aldringen, Koadjutor des Bischofs von Straßburg, erbten die Immobilien und das große Vermögen aus dem Raub in Mantua. In ihren Besitz kamen auch die seltenen Manuskripte der dortigen Bibliothek. Nach seinem Tod wurde er vom Kaiser und vom Kurfürsten von Bayern hoch geehrt. Teplitz fiel an das von seiner Schwester Anna Maria, die mit dem Generalfeldwachtmeister Hieronymus von Clary verheiratet war, mitbegründete Haus Clary-Aldringen.

## Rezeption

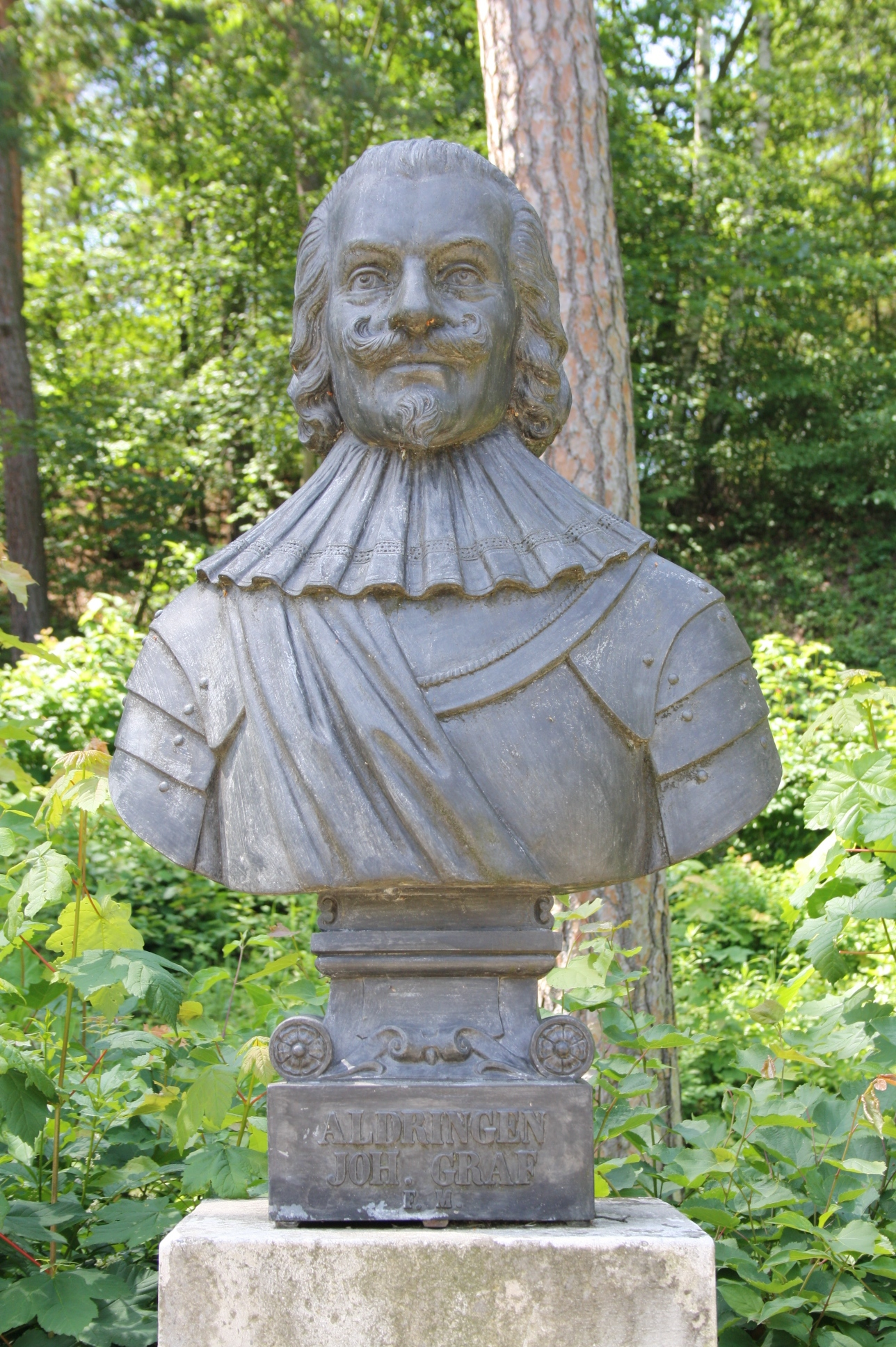
Büste in der Gedenkstätte Heldenberg

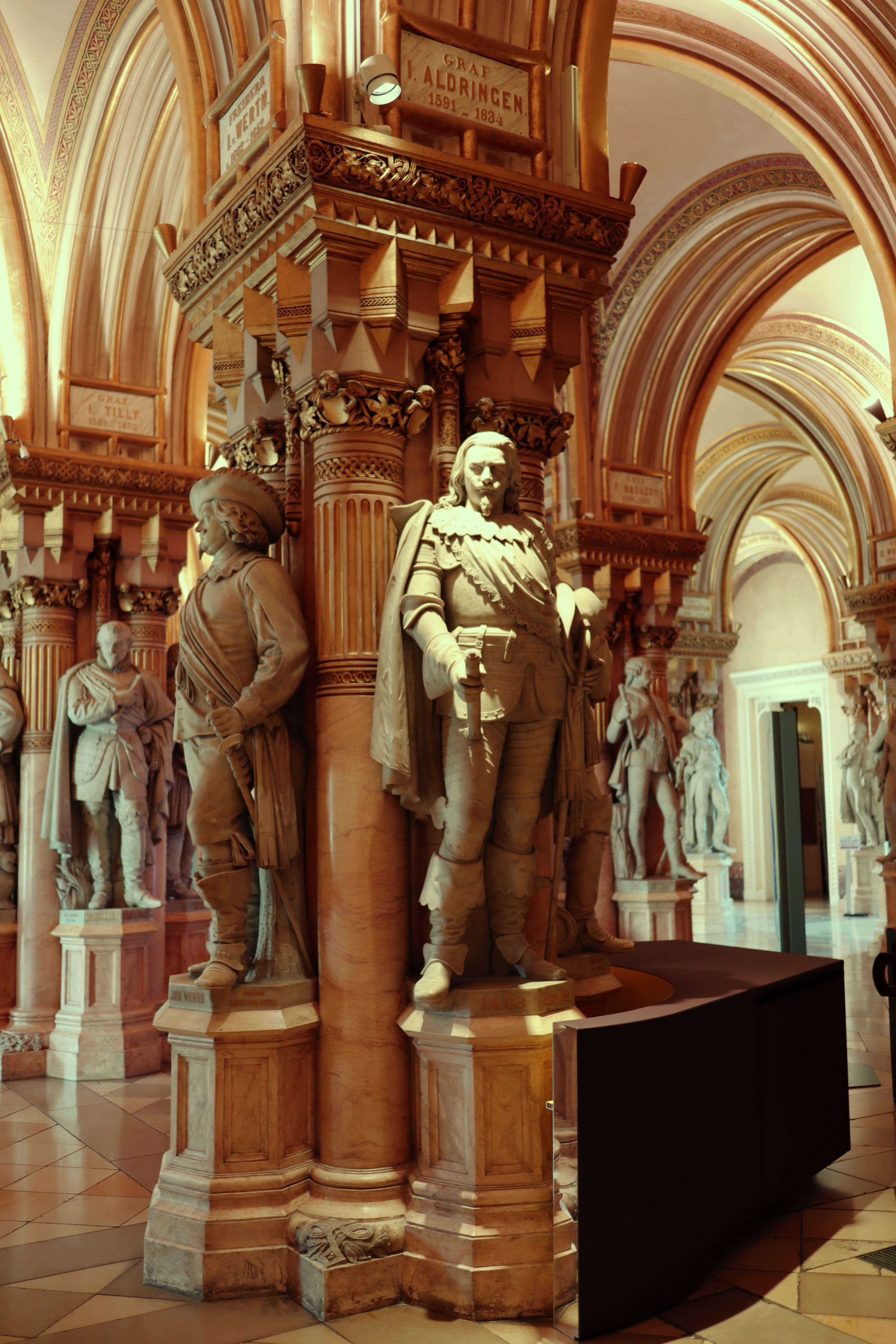
Statue Johann Graf von Aldringen

Durch die kaiserliche Entschließung von Franz Joseph I. vom 28. Februar 1863 wurde Johann von Aldringen in die Liste der „berühmtesten, zur immerwährenden Nacheiferung würdiger Kriegsfürsten und Feldherren Österreichs“ aufgenommen, zu deren Ehren und Andenken auch eine lebensgroße Statue in der Feldherrenhalle des damals neu errichteten k.k. Hofwaffenmuseums (heute: Heeresgeschichtliches Museum Wien) errichtet wurde. Die Statue wurde 1865 vom Bildhauer Johann Meixner aus Carrara-Marmor geschaffen, gewidmet wurde sie von der Familie Aldringen.
In der Heldenallee der Gedenkstätte Heldenberg findet sich eine weitere Porträtbüste.
Der Dramaturg Ludwig Stark erwähnte Johann von Aldringen in seinem 1897 uraufgeführten Historischen Festspiel, das die gewaltlose Übergabe der Reichsstadt Dinkelsbühl an die Schweden am 11. Mai 1632 thematisierte. „Von Regensburg kann Altringer nicht helfen“, heißt es dort. Dahinter steht der Vorwurf, dass Johann von Aldringen als kaiserlicher Feldmarschall der Reichsstadt Dinkelsbühl nicht zu Hilfe gekommen sei. Bei der Dinkelsbühler Kinderzeche wird das Festspiel bis heute jährlich aufgeführt. In dem 1884 ebenfalls von Ludwig Stark bearbeiteten Theaterstück „Der Meistertrunk“, welches seit 1881 in Rothenburg ob der Tauber aufgeführt wird, spielt Aldringen ebenfalls eine Nebenrolle im Gefolge des Grafen Tilly.

### Darstellungen
- Wilhelm Edler von Janko, Johann Schötter: Aldringen, Johann Graf von. In: Allgemeine Deutsche Biographie (ADB). Band 1, Duncker & Humblot, Leipzig 1875, S. 327–329.
- Arno Duch: Aldringen, Johann Freiherr, Graf von. In: Neue Deutsche Biographie (NDB). Band 1, Duncker & Humblot, Berlin 1953, ISBN 3-428-00182-6, S. 188–190 (Digitalisat).
- Ernst Brohm: Johann von Aldringen (= Hallesche Abhandlungen zur neueren Geschichte. 17, ZDB-ID 501618-6). Niemeyer, Halle (Saale) 1882, (Zugleich: Halle-Wittenberg, Universität, Dissertation, 1882).Online
- Heinrich Bücheler: Von Pappenheim zu Piccolomini. Sechs Gestalten aus Wallensteins Lager. Biographische Skizzen. Thorbecke, Sigmaringen 1994, ISBN 3-7995-4240-X.
- Hermann Hallwich: Aldringens letzter Ritt. In: Mitteilungen des Vereins für Geschichte der Deutschen in Böhmen. Band 45, 1906/1907, ZDB-ID 516634-2, S. 21–38.
- Julius Krebs: Zur Beurteilung Holks und Aldringens. In: Historische Vierteljahrsschrift. Jg. 3 = 11, 1900, ZDB-ID 200387-9, S. 321–378.
- Antonio Schmidt-Brentano: Johann Graf von Aldringen In: Die kaiserlichen Generale. 1618 – 1655. Ein biographisches Lexikon. Wien 2022, S. 10ff